# 八代国治

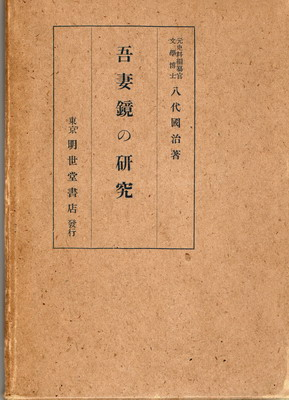
戦前『吾妻鏡』研究の代表作 八代國治『吾妻鏡の研究』

八代 國治（やしろ くにじ、1873年(明治6年)1月2日 - 1924年(大正13年)4月2日）は、日本の明治・大正期の歴史学者。文学博士（1922年）。國學院大学教授等を歴任。長慶天皇在位の結論を出したことで知られる。帝国学士院恩賜賞受賞。勲六等瑞宝章追賜。東洋史学者・白鳥清は甥に当たる。

## 来歴
1873年、木更津県市原郡上高根村（現在の千葉県市原市上高根）の農家の鈴木吉蔵の次男に生まれる。
1895年、上京し國學院に入学。1897年に國學院を卒業後、東京帝国大学文科大学史料編纂掛に入り、鎌倉時代史料の研究にあたる。
1901年2月、八代房吉の婿養子に入り八代姓を名乗った。
1908年には最初の日本史辞典である『国史大辞典』の編纂を行った。
1911年1月、國學院大學の講師となり、「国史学会」の創設に参画する。
1915年には吉野朝時代の編纂主任となり、一貫して中世史の研究にあたった。
1916年11月に「長慶天皇御即位に就ての研究」（『史学雑誌』第27篇第11号）を発表して長慶天皇の在位論を論じ、1920年には一連の研究成果をまとめた『長慶天皇御即位の研究』を刊行、後の同天皇の歴代天皇追加（第98代）に決定的な役目を果たす。本書で1924年、帝国学士院恩賜賞を受賞した。
また1919年より宮内省の依頼を受けて皇室領（荘園）に関する調査・研究にもあたる。
1922年6月より國學院大學の教授を兼任する。
1922年11月に文学博士の学位を得る。
1924年、アクチノミコーゼ（放線菌症）のため51歳で死去した。勲六等瑞宝章が追賜される。

## 著書
- 『国史大辞典』（共著）吉川弘文館、1908年
- 『吾妻鏡の研究』吉川弘文館、1913年
- 『武蔵武士』（共著） 博文館、1913年
- 『武相郷土史論』（共著）日本歴史地理学会 編、1917年
- 『長慶天皇御即位の研究』　明治書院、1920年
- 『長講堂領の研究』吉川弘文館
- 『新體日本歴史』冨山房、1923年
- 『新體女子日本歴史』冨山房、1923年
- 『国史叢説』　吉川弘文館、1925年
- 『足利庄の文化と皇室御領』吉川弘文館、1925年
- 『荘園目録』　八代恒治、1930年（1940年に明世堂書店）
- 『北畠顕能公』飯南多気郷友会『会誌』特別第3号、1933年